# يحمور (حلب)
يحمور قرية في منطقة اعزاز في محافظة حلب. تقع على بعد حوالي 40 كم شمال مدينة حلب.